# Calodia pennata
Calodia pennata är en insektsart som beskrevs av Nielson 1991. Calodia pennata ingår i släktet Calodia och familjen dvärgstritar. Inga underarter finns listade i Catalogue of Life.